# Most im. Józefa Piłsudskiego w Nowym Dworze Mazowieckim
Most im. Pierwszego Marszałka Polski Józefa Piłsudskiego – most na Wiśle na granicy Nowego Dworu Mazowieckiego i Kazunia Nowego zbudowany w 1911 w ciągu najkrótszej drogi krajowej nr 85 biegnącej z Nowego Dworu Mazowieckiego do Kazunia Nowego. 
Był ważnym elementem strategicznym dla twierdzy Modlin. Konstrukcja mostu to stalowe paraboliczne kratownice z jazdą dołem. Most był 2 razy burzony w 1915 przez wojska rosyjskie a rozebrany przez wojska niemieckie i w 1945 przez wojska niemieckie. Także 2 razy był odbudowywany, w 1934 i 1952 według projektu Eugeniusza Hildebrandta i Biura Konstrukcyjnego Ministerstwa Robót Publicznych. Pod koniec lat 90. most przeszedł generalny remont, podczas którego nadano mu błękitny kolor obecny do dziś.

## Wymiary mostu
- długość 576,0 m
- ilość i długość przęseł: 7 x 77,55 m

## Projektanci mostu
- Eugeniusz Hildebrandt
- Biuro Konstrukcyjne Ministerstwa Robót Publicznych

## Budowniczowie mostu
- 1934 – Firma Rudzki i S-ka, kier. Florian Kowalewski i Józef Pniak
- 1952 – Zarząd Okręgowy Odbudowy Mostów w Płocku (obecnie PPRM);
- konstrukcja: Mostostal Kraków